# 福島金治
福島 金治（ふくしま かねはる、1953年 - ）は、日本の歴史学者。愛知学院大学文学部歴史学科教授。専門は日本中世史。宮崎県出身。博士（文学）。
1977年、九州大学文学部卒業。1979年、九州大学大学院文学研究科博士課程中途退学。1979年から1999年まで神奈川県立金沢文庫の学芸員を務める。

## 著書

### 単著
- 『戦国大名島津氏の領国形成』（吉川弘文館、1988年）
- 『金沢北条氏と称名寺』（吉川弘文館、1997年）オンデマンド版　2023年10月 ISBN 9784642727617
- 『安達泰盛と鎌倉幕府　霜月騒動とその周辺』（有隣堂「有隣新書」、2006年）
- 『北条時宗と安達泰盛―新しい幕府への胎動と抵抗』（山川出版社「日本史リブレット人」、2010年）
- 『九州・琉球の戦国史: 戦いの国から安全の国へ』（ミネルヴァ書房、2023年）

### 編著
- 『島津氏の研究　戦国大名論集16』（吉川弘文館、1983年）
- 『守覚法親王と仁和寺御流の文献学的研究 金沢文庫蔵御流聖教』（勉誠出版、2000年）
- 『学芸と文芸 生活と文化の歴史学9』（竹林舎、2016年）

### 共著
- 『神奈川県の歴史 県史14』（山川出版社、1996年、新版2013年）
- 『宮崎県の歴史 県史45』（山川出版社、1999年、新版2015年）
- 『街道の日本史21　鎌倉・横浜と東海道』（吉川弘文館、2002年）